# Список Героев Советского Союза (Булаенко — Бяков)
В настоящем списке представлены в алфавитном порядке все Герои Советского Союза, чьи фамилии начинаются с буквы «Б» (всего 983 человека, из них 12 удостоены этого звания дважды, один — трижды и один — четырежды). Список содержит даты Указов Президиума Верховного Совета СССР о присвоении звания, информацию о роде войск, должности и воинском звании Героев на дату представления к присвоению звания Героя Советского Союза, годах их жизни.
Ударения в фамилиях Героев приведены по книге «Герои Советского Союза: Краткий биографический словарь / Пред. ред. коллегии И. Н. Шкадов. — М.: Воениздат, 1987. — Т. 1 /Абаев — Любичев/. — 911 с. — 100 000 экз. — ISBN отс., Рег. № в РКП 87-95382.».
- Персиковым цветом  в таблице выделены Герои, удостоенные звания дважды и более раз.
- Серым цветом  в таблице выделены Герои, представленные к званию посмертно.

| Навигационная таблица | Навигационная таблица                |
| --------------------- | ------------------------------------ |
| «Б»                   | Бабаджанян Амазасп — Балебин Василий |
| «Б»                   | Баленко Александр — Батяев Василий   |
| «Б»                   | Бахаев Степан — Белоусов Павел       |
| «Б»                   | Белоусов Степан — Бирченко Иван      |
| «Б»                   | Бирюзов Сергей — Бойцов Игорь        |
| «Б»                   | Бойцов Филипп — Бортник Роман        |
| «Б»                   | Бортовский Матвей — Булаев Александр |
| «Б»                   | Булаенко Иван — Бяков Алексей        |

| № п/п | Фамилия Имя Отчество                                                                   | Дата Указа            | Род войск    | Должность | Звание                                         | Годы жизни                             | БС ГС НЛ                        |
| ----- | -------------------------------------------------------------------------------------- | --------------------- | ------------ | --- | ---------------------------------------------- | -------------------------------------- | ------------------------------- |
| 854   | Була́енко Иван Савельевич укр. Булаєнко Іван Савелійович                                | 28.04.1945            | десантники   | командир 11-го гвардейского воздушно-десантного полка 5-й гвардейской воздушно-десантной дивизии 4-й гвардейской армии 3-го Украинского фронта                                                                                            | гвардии подполковник                           | 07.09.1912 — 21.02.2000                | [ БС 1 ] [ ГС 1 ] [ НЛ 1 ]      |
| 855   | Була́нов Алексей Парфёнович                                                             | 15.05.1946            | авиация      | штурман эскадрильи 334-го бомбардировочного авиационного полка 1-й бомбардировочной авиационной дивизии 3-го гвардейского бомбардировочного авиационного корпуса 18-й воздушной армии                                                     | капитан                                        | 07.02.1916 — 11.08.1992                | [ БС 1 ] [ ГС 2 ] [ НЛ 2 ]      |
| 856   | Була́т Борис Адамович                                                                   | 15.08.1944            | партизан     | активный участник партизанской борьбы в Белоруссии, командир партизанской бригады «Вперёд» | —                                              | 12.07.1912 — 27.03.1984                | [ БС 1 ] [ ГС 3 ] [ НЛ 3 ]      |
| 857   | Була́т Владимир Андреевич укр. Булат Володимир Андрійович                               | 31.05.1945            | артиллерия   | наводчик 76-миллиметрового орудия 175-го гвардейского артиллерийско-миномётного полка 4-й гвардейской кавалерийской дивизии 2-го гвардейского кавалерийского корпуса 1-го Белорусского фронта                                             | гвардии сержант                                | 01.06.1922 — 22.01.2008                | [ БС 2 ] [ ГС 4 ] [ НЛ 4 ]      |
| 858   | Була́тов Василий Галямович (Булатов Василий Николаевич) тат. Булатов Василий Галләм улы | 23.08.1944            | пехота       | командир пулемётного взвода 40-го стрелкового полка 102-й стрелковой дивизии 1-го Белорусского фронта | младший лейтенант                              | 15.09.1921 — 25.06.1988                | [ БС 3 ] [ ГС 5 ] [ НЛ 5 ]      |
| 859   | Була́тов Михаил Алексеевич                                                              | 19.04.1945            | инженер      | командир отделения 369-го отдельного сапёрного батальона 235-й стрелковой дивизии 43-й армии 3-го Белорусского фронта | старший сержант                                | 25.10.1924 — 03.03.2020                | [ БС 3 ] [ ГС 6 ] [ НЛ 6 ]      |
| 860   | Була́тов Худат Салимьянович баш. Булатов Хоҙат Сәлимйән улы                             | 09.02.1944            | артиллерия   | командир противотанкового орудия 58-го гвардейского кавалерийского полка 16-й гвардейской кавалерийской дивизии 7-го гвардейского кавалерийского корпуса 61-й армии Центрального фронта                                                   | гвардии сержант                                | 15.09.1906 — 02.01.1981                | [ БС 3 ] [ ГС 7 ] [ НЛ 7 ]      |
| 861   | Була́хов Алексей Анисимович                                                             | 24.03.1945            | пехота       | командир 97-го гвардейского стрелкового полка 31-й гвардейской стрелковой дивизии 11-й гвардейской армии 3-го Белорусского фронта | гвардии подполковник                           | 05.12.1914 — 08.06.1991                | [ БС 3 ] [ ГС 8 ] [ НЛ 8 ]      |
| 862   | Булга́ков Александр Герасимович                                                         | 26.09.1944            | танкист      | командир танкового батальона 20-й танковой бригады 11-го танкового корпуса 8-й гвардейской армии 1-го Белорусского фронта | капитан                                        | 19.02.1910 — 28.11.1984                | [ БС 3 ] [ ГС 9 ] [ НЛ 9 ]      |
| 863   | Булга́ков Андрей Алексеевич                                                             | 22.02.1944            | пехота       | разведчик 106-й гвардейской отдельной разведывательной роты 110-й гвардейской стрелковой дивизии 37-й армии Степного фронта | гвардии красноармеец                           | 13.08.1913 — 22.05.1967                | [ БС 3 ] [ ГС 10 ] [ НЛ 10 ]    |
| 864   | Булга́ков Андрей Пантелеевич                                                            | 18.08.1945            | авиация      | заместитель командира эскадрильи 265-го истребительного авиационного полка 336-й истребительной авиационной дивизии 3-й воздушной армии 1-го Прибалтийского фронта                                                                        | старший лейтенант                              | 10.09.1920 — 24.04.1981                | [ БС 4 ] [ ГС 11 ] [ НЛ 11 ]    |
| 865   | Булга́ков Пётр Семёнович                                                                | 17.10.1943            | пехота       | стрелок 1035-го стрелкового полка 280-й стрелковой дивизии 60-й армии Центрального фронта | красноармеец                                   | 1911 — 29.09.1943                      | [ БС 4 ] [ ГС 12 ] [ НЛ 12 ]    |
| 866   | Булда́ Степан Константинович укр. Булда Степан Костянтинович                            | 13.09.1944            | пехота       | пулемётчик 129-го стрелкового полка 52-й стрелковой дивизии 57-й армии 3-го Украинского фронта | красноармеец                                   | 1912 — 21.11.1965                      | [ БС 4 ] [ ГС 13 ] [ НЛ 13 ]    |
| 867   | Булдако́в Михаил Григорьевич                                                            | 27.06.1945            | пехота       | командир батальона 146-го гвардейского стрелкового полка 48-й гвардейской стрелковой дивизии 28-й армии 1-го Украинского фронта | гвардии капитан                                | 23.10.1918 — 30.06.1975                | [ БС 4 ] [ ГС 14 ] [ НЛ 14 ]    |
| 868   | Булы́гин Владимир Константинович                                                        | 27.07.1990            | морской флот | старший преподаватель цикла радиационной безопасности и обитаемости Учебного центра ВМФ | капитан 1-го ранга                             | 14.07.1938 — 03.07.2007                | ——                              |
| 869   | Бу́лычев Виктор Алексеевич                                                              | 27.02.1945            | артиллерия   | командир батареи 393-го гвардейского самоходно-артиллерийского полка 12-го гвардейского танкового корпуса 2-й гвардейской танковой армии 1-го Белорусского фронта                                                                         | гвардии лейтенант                              | 1913 — 21.04.1945                      | [ БС 4 ] [ ГС 16 ] [ НЛ 15 ]    |
| 870   | Бу́лычев Сергей Сергеевич                                                               | 22.02.1944            | комиссар     | старший инструктор отделения по комсомольской работе политотдела 6-й армии Юго-Западного фронта | капитан                                        | 25.09.1916 — 20.11.1997                | [ БС 4 ] [ ГС 17 ] [ НЛ 16 ]    |
| 871   | Бума́гин Иосиф Романович                                                                | 27.06.1945            | пехота       | командир пулемётного взвода 396-го стрелкового полка 135-й стрелковой дивизии 6-й армии 1-го Украинского фронта | лейтенант                                      | 17.10.1907 — 24.04.1945                | [ БС 4 ] [ ГС 18 ] [ НЛ 17 ]    |
| 872   | Бумажко́в Тихон Пименович бел. Бумажкоў Ціхан Піменавіч                                 | 06.08.1941            | партизан     | руководитель партизанской борьбы на территории Белорусской ССР, комиссар партизанского отряда «Красный Октябрь» Полесской области | —                                              | 30.06.1910 — 01.12.1941                | [ БС 6 ] [ ГС 19 ] [ НЛ 18 ]    |
| 873   | Бунимо́вич Юрий Эммануилович                                                            | 22.01.1944            | авиация      | командир звена 1-го гвардейского минно-торпедного полка 8-й минно-торпедной авиационной дивизии ВВС Балтийского флота | гвардии старший лейтенант                      | 13.03.1919 — 14.01.1944                | [ БС 7 ] [ ГС 20 ] [ НЛ 19 ]    |
| 874   | Буния́тов Зия Мусаевич азерб. Bünyadov Ziya Musa oğlu                                   | 27.02.1945            | пехота       | командир 123-й отдельной штрафной роты 5-й ударной армии 1-го Белорусского фронта | капитан                                        | 24.12.1921 — 21.02.1997                | [ БС 7 ] [ ГС 21 ] [ НЛ 20 ]    |
| 875   | Бунто́вских Василий Васильевич                                                          | 10.01.1944            | инженер      | командир взвода 33-го отдельного сапёрного батальона 180-й стрелковой дивизии 38-й армии Воронежского фронта | лейтенант                                      | 1921 — 12.02.1945                      | [ БС 7 ] [ ГС 22 ] [ НЛ 21 ]    |
| 876   | Бура́к Александр Кондратьевич                                                           | 29.06.1945            | авиация      | заместитель командира эскадрильи 208-го штурмового авиационного полка 227-й штурмовой авиационной дивизии 8-го штурмового авиационного корпуса 8-й воздушной армии 4-го Украинского фронта                                                | старший лейтенант                              | 12.02.1918 — 24.12.1993                | [ БС 7 ] [ ГС 23 ] [ НЛ 22 ]    |
| 877   | Бура́к Андрей Матвеевич бел. Бурак Андрэй Мацвеевіч                                     | 13.11.1943            | пехота       | наводчик пулемёта 198-го гвардейского стрелкового полка 68-й гвардейской стрелковой дивизии 40-й армии Воронежского фронта | гвардии красноармеец                           | 1911 — 07.10.1943                      | [ БС 7 ] [ ГС 24 ] [ НЛ 23 ]    |
| 878   | Бурако́в Василий Николаевич                                                             | 17.10.1943            | артиллерия   | командир батареи 712-го стрелкового полка 132-й стрелковой дивизии 60-й армии Центрального фронта | лейтенант                                      | 18.03.1915 — 25.10.2004                | [ БС 8 ] [ ГС 25 ] [ НЛ 24 ]    |
| 879   | Бурба́ Владимир Трофимович укр. Бурба Володимир Трохимович                              | 24.03.1945            | пехота       | командир роты 220-го гвардейского стрелкового полка 79-й гвардейской стрелковой дивизии 8-й гвардейской армии 1-го Белорусского фронта | гвардии лейтенант                              | 1918 — 07.08.1944                      | [ БС 9 ] [ ГС 26 ] [ НЛ 25 ]    |
| 880   | Бурда́ Александр Фёдорович укр. Бурда Олександр Федорович                               | 24.04.1944            | танкист      | командир 64-й гвардейской танковой бригады 1-й гвардейской танковой армии 1-го Украинского фронта | гвардии подполковник                           | 12.04.1911 — 25.01.1944                | [ БС 9 ] [ ГС 27 ] [ НЛ 26 ]    |
| 881   | Бурда́сов Владимир Леонтьевич                                                           | 24.03.1945            | артиллерия   | командир батареи 102-го гвардейского истребительно-противотанкового артиллерийского полка 11-й истребительно-противотанковой артиллерийской бригады РГК в составе войск 2-го Украинского фронта                                           | гвардии лейтенант                              | 01.08.1921 — 23.08.1944                | [ БС 9 ] [ ГС 28 ] [ НЛ 27 ]    |
| 882   | Бурде́йный Алексей Семёнович укр. Бурдейний Олексій Семенович                           | 19.04.1945            | генерал      | командир 2-го гвардейского танкового корпуса 31-й армии 3-го Белорусского фронта | гвардии генерал-лейтенант                      | 18.10.1908 — 21.04.1987                | [ БС 9 ] [ ГС 29 ] [ НЛ 28 ]    |
| 883   | Буре́нко Василий Иванович                                                               | 26.10.1944            | артиллерия   | командир взвода управления 128-го гвардейского артиллерийского полка 57-й гвардейской стрелковой дивизии 8-й гвардейской армии 1-го Белорусского фронта                                                                                   | гвардии младший лейтенант                      | 30.01.1922 — 31.05.1997                | [ БС 9 ] [ ГС 30 ] [ НЛ 29 ]    |
| 884   | Бу́рка Николай Лукьянович укр. Бурка Микола Лук'янович                                  | 29.10.1943            | пехота       | командир пулемётной роты 836-го стрелкового полка 240-й стрелковой дивизии 38-й армии Воронежского фронта | старший лейтенант                              | 30.01.1917 — 13.09.1973                | [ БС 9 ] [ ГС 31 ] [ НЛ 30 ]    |
| 885   | Бу́ркин Михаил Иванович                                                                 | 14.09.1945            | авиация      | командир 52-го минно-торпедного авиационного полка 2-й минно-торпедной авиационной дивизии ВВС Тихоокеанского флота | подполковник                                   | 10.02.1912 — 10.01.2001                | [ БС 10 ] [ ГС 32 ] [ НЛ 31 ]   |
| 886   | Бурко́в Валерий Анатольевич                                                             | 17.10.1991            | авиация      | звание Героя Советского Союза присвоено по совокупности заслуг во время Афганской войны и при защите конституционного строя СССР | полковник                                      | род. 26.04.1957                        | ——                              |
| 887   | Бурко́вский Анатолий Трофимович укр. Бурковський Анатолій Трохимович                    | 24.03.1945            | пехота       | командир батальона 935-го стрелкового полка 306-й стрелковой дивизии 43-й армии 1-го Прибалтийского фронта | майор                                          | 10.03.1916 — 17.10.1985                | [ БС 12 ] [ ГС 34 ] [ НЛ 32 ]   |
| 888   | Бурку́т Иван Сидорович укр. Буркут Іван Сидорович                                       | 13.11.1943            | инженер      | командир отделения 42-го отдельного сапёрного батальона 136-й стрелковой дивизии 38-й армии Воронежского фронта | сержант                                        | 1920 — 02.10.1943                      | [ БС 12 ] [ ГС 35 ] [ НЛ 33 ]   |
| 889   | Бурла́к Иван Емельянович укр. Бурлак Іван Омелянович                                    | 24.03.1945            | пехота       | командир пулемётного расчёта 897-го горнострелкового полка 242-й горнострелковой дивизии Приморской армии 4-го Украинского фронта | старший сержант                                | 08.10.1909 — 12.12.1994                | [ БС 12 ] [ ГС 36 ] [ НЛ 34 ]   |
| 890   | Бурла́ка Исак Ефимович укр. Бурлака Ісак Юхимович                                       | 23.09.1944            | пехота       | наводчик пулемёта 1176-го стрелкового полка 350-й стрелковой дивизии 13-й армии 1-го Украинского фронта | красноармеец                                   | 1907 — 13.12.1944                      | [ БС 12 ] [ ГС 37 ] [ НЛ 35 ]   |
| 891   | Бурлако́в Иван Семёнович                                                                | 31.05.1945            | пехота       | командир пулемётного взвода 66-го гвардейского стрелкового полка 23-й гвардейской стрелковой дивизии 3-й ударной армии 1-го Белорусского фронта                                                                                           | гвардии лейтенант                              | 07.06.1918 — 07.06.1945                | [ БС 12 ] [ ГС 38 ] [ НЛ 36 ]   |
| 892   | Бурлаче́нко Степан Филиппович                                                           | 27.02.1945            | танкист      | старший механик-водитель танка Т-34 47-й гвардейской танковой бригады 9-го гвардейского танкового корпуса 2-й гвардейской танковой армии 1-го Белорусского фронта                                                                         | гвардии младший сержант                        | 16.04.1914 — 22.03.1989                | [ БС 12 ] [ ГС 39 ] [ НЛ 37 ]   |
| 893   | Бурлачу́к Антон Игнатьевич укр. Бурлачук Антон Гнатович                                 | 31.05.1945            | пехота       | наводчик станкового пулемёта 601-го стрелкового полка 82-й стрелковой дивизии 47-й армии 1-го Белорусского фронта | красноармеец                                   | 1925 — 17.02.1945                      | [ БС 13 ] [ ГС 40 ] [ НЛ 38 ]   |
| 894   | Бурлу́цкий Павел Иванович                                                               | 19.08.1944            | авиация      | командир 26-го гвардейского авиационного полка 2-й гвардейской авиационной дивизии 2-го гвардейского авиационного корпуса Авиации дальнего действия                                                                                       | гвардии подполковник                           | 14.02.1910 — 13.10.1944                | [ БС 14 ] [ ГС 41 ] [ НЛ 39 ]   |
| 895   | Бурма́к Григорий Васильевич укр. Бурмак Григорій Васильович                             | 24.03.1945            | танкист      | командир танкового взвода 21-й гвардейской танковой бригады 5-го гвардейского танкового корпуса 6-й гвардейской танковой армии 2-го Украинского фронта                                                                                    | гвардии лейтенант                              | 25.12.1919 — 09.07.1993                | [ БС 14 ] [ ГС 42 ] [ НЛ 40 ]   |
| 896   | Бурма́ка Василий Антонович укр. Бурмака Василь Антонович                                | 15.05.1946            | авиация      | старший лётчик 809-го штурмового авиационного полка 264-й штурмовой авиационной дивизии 5-го штурмового авиационного корпуса 5-й воздушной армии 2-го Украинского фронта                                                                  | лейтенант                                      | 25.02.1918 — 09.09.2014                | [ БС 14 ] [ ГС 43 ] [ НЛ 41 ]   |
| 897   | Бурмако́в Иван Дмитриевич                                                               | 19.04.1945            | генерал      | командир 31-й гвардейской стрелковой дивизии 11-й гвардейской армии 3-го Белорусского фронта | гвардии генерал-майор                          | 11.11.1899 — 16.06.1973                | [ БС 14 ] [ ГС 44 ] [ НЛ 42 ]   |
| 898   | Бурма́тов Владимир Александрович                                                        | 31.05.1944            | авиация      | штурман 255-го истребительного авиационного полка 5-й минно-торпедной авиационной дивизии Военно-воздушных сил Северного флота | старший лейтенант                              | 15.07.1921 — 27.10.1986                | [ БС 14 ] [ ГС 45 ] [ НЛ 43 ]   |
| 899   | Бурми́стров Вилен Иванович                                                              | 10.01.1944            | пехота       | командир отделения 22-й гвардейской мотострелковой бригады 6-го гвардейского танкового корпуса 3-й гвардейской танковой армии Воронежского фронта                                                                                         | гвардии старшина                               | 1925 — 24.09.1943                      | [ БС 14 ] [ ГС 46 ] [ НЛ 44 ]   |
| 900   | Бурми́стров Иван Алексеевич                                                             | 14.11.1938            | морской флот | командир подводной лодки «С-1» Военно-морского флота Испанской Республики | капитан 3-го ранга                             | 27.06.1903 — 28.08.1962                | ——                              |
| 901   | Бурми́стров Иван Николаевич                                                             | 26.10.1943            | связисты     | телефонист роты связи 225-го гвардейского стрелкового полка 78-й гвардейской стрелковой дивизии 7-й гвардейской армии Степного фронта | гвардии красноармеец                           | 24.02.1920 — 10.09.2006                | [ БС 15 ] [ ГС 48 ] [ НЛ 45 ]   |
| 902   | Бурми́стров Михаил Фёдорович                                                            | 17.11.1939            | авиация      | командир 150-го скоростного бомбардировочного авиационного полка 100-й смешанной авиационной бригады 1-й армейской группы | майор                                          | 11.09.1901 — 25.08.1939                | ——                              |
| 903   | Бурми́стров Юрий Васильевич                                                             | 18.12.1956            | связисты     | линейный надсмотрщик 5-го гвардейского механизированного полка 2-й гвардейской механизированной дивизии Особого корпуса советских войск                                                                                                   | гвардии рядовой                                | 1934 — 24.10.1956                      | ——                              |
| 904   | Бурназя́н Сергей Авдеевич арм. Բուռնազյան Սերգեյ Ավդեյի                                 | 02.08.1944            | авиация      | командир эскадрильи 866-го истребительного авиационного полка 288-й истребительной авиационной дивизии 17-й воздушной армии Юго-Западного фронта                                                                                          | старший лейтенант                              | 28.05.1918 — 15.04.1943                | [ БС 16 ] [ ГС 51 ] [ НЛ 46 ]   |
| 905   | Бурна́шов Александр Анфиногенович                                                       | 25.09.1944            | артиллерия   | командир орудия 457-го стрелкового полка 129-й стрелковой дивизии 3-й армии 1-го Белорусского фронта | старший сержант                                | 17.12.1914 — 18.12.1974                | [ БС 16 ] [ ГС 52 ] [ НЛ 47 ]   |
| 906   | Бу́ров Герман Петрович                                                                  | 16.05.1944            | морской флот | старший моторист тендера № 15 дивизиона тендеров Азовской военной флотилии | старшина второй статьи                         | 25.06.1907 — 04.04.1996                | [ БС 16 ] [ ГС 53 ] [ НЛ 48 ]   |
| 907   | Бу́рцев Дмитрий Петрович                                                                | 16.10.1943            | артиллерия   | наводчик орудия 34-го гвардейского артиллерийского полка 6-й гвардейской стрелковой дивизии 13-й армии Центрального фронта | гвардии сержант                                | 06.10.1923 — 31.01.1989                | [ БС 16 ] [ ГС 54 ] [ НЛ 49 ]   |
| 908   | Бу́рцев Кирилл Максимович                                                               | 21.02.1945            | артиллерия   | подносчик снарядов 493-го истребительно-противотанкового артиллерийского полка РГК в составе 13-й армии 1-го Украинского фронта | красноармеец                                   | 23.03.1900 — 17.08.1944                | [ БС 16 ] [ ГС 55 ] [ НЛ 50 ]   |
| 909   | Бу́рцев Фёдор Иванович                                                                  | 22.07.1966            | авиация      | лётчик-испытатель Лётно-исследовательского института | полковник                                      | 27.06.1923 — 04.05.2003                | ——                              |
| 910   | Бурченко́в Сергей Васильевич                                                            | 10.04.1945            | артиллерия   | командир орудия 34-го гвардейского артиллерийского полка 6-й гвардейской стрелковой дивизии 13-й армии 1-го Украинского фронта | гвардии старший сержант                        | 1917 — 31.01.1945                      | [ БС 18 ] [ ГС 57 ] [ НЛ 51 ]   |
| 911   | Буршик Иосиф Иосифович чеш. Buršík Josef                                               | 21.12.1943            | танкист      | командир роты танков Т-34 1-й отдельной чехословацкой пехотной бригады 38-й армии 1-го Украинского фронта | подпоручик                                     | 11.09.1911 — 30.06.2002                | [ БС 19 ] [ ГС 58 ] [ НЛ 52 ]   |
| 912   | Буры́ндин Андрей Александрович                                                          | 31.05.1945            | артиллерия   | командир миномётного взвода 16-го гвардейского кавалерийского полка 4-й гвардейской кавалерийской дивизии 2-го гвардейского кавалерийского корпуса 1-го Белорусского фронта                                                               | гвардии старшина                               | 13.09.1920 — 14.02.1992                | [ БС 18 ] [ ГС 59 ] [ НЛ 53 ]   |
| 913   | Буры́хин Евгений Иннокентьевич                                                          | 19.04.1945            | артиллерия   | командир орудия 6-го гвардейского истребительно-противотанкового артиллерийского полка 1-й гвардейской истребительно-противотанковой артиллерийской бригады РГК в составе 39-й армии 3-го Белорусского фронта                             | гвардии старший сержант                        | 22.02.1921 — 19.02.1945                | [ БС 18 ] [ ГС 60 ] [ НЛ 54 ]   |
| 914   | Буря́к Михаил Иванович укр. Буряк Михайло Іванович                                      | 24.03.1945            | пехота       | автоматчик роты автоматчиков 997-го стрелкового полка 263-й стрелковой дивизии 51-й армии 4-го Украинского фронта | красноармеец                                   | 1921 — 09.05.1944                      | [ БС 18 ] [ ГС 61 ] [ НЛ 55 ]   |
| 915   | Буря́к Николай Васильевич укр. Буряк Микола Васильович                                  | 04.02.1944            | авиация      | командир эскадрильи 247-го истребительного авиационного полка 203-й истребительной авиационной дивизии 1-го штурмового авиационного корпуса 5-й воздушной армии Степного фронта                                                           | старший лейтенант                              | 15.01.1918 — 27.12.2006                | [ БС 18 ] [ ГС 62 ] [ НЛ 56 ]   |
| 916   | Бусарги́н Николай Матвеевич                                                             | 15.05.1946            | пехота       | командир роты 932-го стрелкового полка 252-й стрелковой дивизии 46-й армии 2-го Украинского фронта | лейтенант                                      | 11.11.1919 — 26.07.1990                | [ БС 18 ] [ ГС 63 ] [ НЛ 57 ]   |
| 917   | Бусла́ев Иван Ефимович                                                                  | 26.10.1943            | пехота       | командир 213-й стрелковой дивизии 7-й гвардейской армии Степного фронта | полковник                                      | 22.12.1903 — 30.05.1967                | [ БС 18 ] [ ГС 64 ] [ НЛ 58 ]   |
| 918   | Бусло́в Фёдор Васильевич                                                                | 29.06.1945            | авиация      | заместитель командира эскадрильи 136-го гвардейского штурмового авиационного полка 1-й гвардейской штурмовой авиационной дивизии 1-й воздушной армии 3-го Белорусского фронта                                                             | гвардии старший лейтенант                      | 23.02.1921 — 08.10.1990                | [ БС 20 ] [ ГС 65 ] [ НЛ 59 ]   |
| 919   | Бута́ев Георгий Данилович осет. Бутаты Гиуæрг                                           | 17.10.1943            | комиссар     | парторг батальона 712-го стрелкового полка 132-й стрелковой дивизии 60-й армии Центрального фронта | лейтенант                                      | 25.12.1910 — 05.10.1943                | [ БС 21 ] [ ГС 66 ] [ НЛ 60 ]   |
| 920   | Буте́нин Семён Иванович                                                                 | 31.03.1943            | танкист      | механик-водитель танка Т-26 5-го отдельного танкового батальона 33-й армии Западного фронта | старший сержант                                | 25.04.1914 — 10.08.1973                | [ БС 21 ] [ ГС 67 ] [ НЛ 61 ]   |
| 921   | Буте́нко Иван Ефимович                                                                  | 10.01.1944            | танкист      | командир танка Т-34 25-й гвардейской танковой бригады 2-го гвардейского танкового корпуса Воронежского фронта | гвардии лейтенант                              | 30.05.1918 — 21.10.1943                | [ БС 21 ] [ ГС 68 ] [ НЛ 62 ]   |
| 922   | Бутке́вич Леонид Владимирович бел. Буткевіч Леанід Уладзіміравіч                        | 25.10.1943            | пехота       | командир взвода 1331-го стрелкового полка 318-й стрелковой дивизии 18-й армии Северо-Кавказского фронта | лейтенант                                      | 25.03.1918 — 12.11.1985                | [ БС 21 ] [ ГС 69 ] [ НЛ 63 ]   |
| 923   | Бутко́ Александр Андреевич укр. Бутко Олександр Андрійович                              | 17.10.1943            | артиллерия   | командир 167-го гвардейского лёгкого артиллерийского полка 3-й гвардейской лёгкой артиллерийской бригады 1-й гвардейской артиллерийской дивизии прорыва РГК в составе 60-й армии Центрального фронта                                      | гвардии подполковник                           | 25.08.1905 — 22.06.1973                | [ БС 21 ] [ ГС 70 ] [ НЛ 64 ]   |
| 924   | Бутко́ Александр Сергеевич укр. Бутко Олександр Сергійович                              | 04.02.1944            | авиация      | командир эскадрильи 667-го штурмового авиационного полка 292-й штурмовой авиационной дивизии 1-го штурмового авиационного корпуса 5-й воздушной армии Степного фронта                                                                     | старший лейтенант                              | 01.09.1915 — 20.09.1977                | [ БС 22 ] [ ГС 71 ] [ НЛ 65 ]   |
| 925   | Бутко́ Пётр Клементьевич укр. Бутко Петро Клементьевич                                  | 15.05.1946            | комиссар     | комсорг батальона 1010-го стрелкового полка 266-й стрелковой дивизии 5-й ударной армии 1-го Белорусского фронта | младший лейтенант                              | 11.09.1923 — 08.10.1989                | [ БС 23 ] [ ГС 72 ] [ НЛ 66 ]   |
| 926   | Бутко́в Василий Васильевич                                                              | 19.04.1945            | генерал      | командир 1-го танкового корпуса 3-го Белорусского фронта | генерал-лейтенант                              | 11.01.1901 — 24.06.1981                | [ БС 23 ] [ ГС 73 ] [ НЛ 67 ]   |
| 927   | Бутко́в Леонтий Анисифорович                                                            | 16.05.1944            | пехота       | командир роты 164-го гвардейского стрелкового полка 55-й гвардейской стрелковой дивизии 56-й армии Северо-Кавказского фронта | гвардии старший лейтенант                      | 1907 — 16.11.1975                      | [ БС 23 ] [ ГС 74 ] [ НЛ 68 ]   |
| 928   | Бу́тов Павел Григорьевич                                                                | 17.11.1943            | пехота       | бронебойщик 1339-го стрелкового полка 318-й стрелковой дивизии 18-й армии Северо-Кавказского фронта | красноармеец                                   | 27.12.1912 — 03.11.1943                | [ БС 23 ] [ ГС 75 ] [ НЛ 69 ]   |
| 929   | Буто́рин Виктор Васильевич                                                              | 15.01.1944            | кавалерия    | командир сабельного взвода 62-го гвардейского кавалерийского полка 16-й гвардейской кавалерийской дивизии 7-го гвардейского кавалерийского корпуса 61-й армии Центрального фронта                                                         | гвардии старший сержант                        | 26.09.1898 — 07.03.1974                | [ БС 23 ] [ ГС 76 ] [ НЛ 70 ]   |
| 930   | Буто́рин Дмитрий Прокопьевич                                                            | 03.02.1940            | —            | боцман ледокольного парохода «Георгий Седов» Главсевморпути | —                                              | 09.11.1908 — 20.05.1951                | —                               |
| 931   | Буто́рин Николай Васильевич                                                             | 16.10.1943            | пехота       | пулемётчик 25-го гвардейского стрелкового полка 6-й гвардейской стрелковой дивизии 13-й армии Центрального фронта | гвардии сержант                                | 24.12.1912 — 01.03.1945                | [ БС 23 ] [ ГС 78 ] [ НЛ 71 ]   |
| 932   | Буты́лкин Виктор Васильевич                                                             | 30.10.1943            | артиллерия   | командир батареи 2-го артиллерийского дивизиона 118-го артиллерийского полка 69-й стрелковой дивизии 65-й армии Центрального фронта | лейтенант                                      | 27.10.1923 — 09.05.2002                | [ БС 24 ] [ ГС 79 ] [ НЛ 72 ]   |
| 933   | Буты́рин Иван Ульянович                                                                 | 26.10.1943            | танкист      | командир танка 1-го танкового батальона 27-й гвардейской отдельной танковой бригады 7-й гвардейской армии Воронежского фронта | гвардии лейтенант                              | 19.01.1919 — 05.07.1943                | [ БС 25 ] [ ГС 80 ] [ НЛ 73 ]   |
| 934   | Бутяко́в Сергей Николаевич чув. Бутяков Сергей Николаевич                               | 07.04.1940            | танкист      | командир танка 398-го танкового батальона 50-й стрелковой дивизии 13-й армии Северо-Западного фронта | младший лейтенант                              | 28.09.1916 — 11.02.1940                | [ БС 25 ] [ ГС 81 ] [ НЛ 74 ]   |
| 935   | Буфе́тов Василий Иванович                                                               | 15.05.1946            | артиллерия   | командир батареи 121-й отдельной гаубичной артиллерийской бригады большой мощности 2-й артиллерийской дивизии 6-го артиллерийского корпуса прорыва 5-й ударной армии 1-го Белорусского фронта                                             | лейтенант                                      | 15.09.1920 — 13.01.1965                | [ БС 25 ] [ ГС 82 ] [ НЛ 75 ]   |
| 936   | Буфе́тов Сергей Игнатьевич                                                              | 18.11.1944            | артиллерия   | командир дивизиона 96-го артиллерийского полка 90-й стрелковой дивизии 21-й армии Ленинградского фронта | капитан                                        | 1915 — 22.06.1944                      | [ БС 25 ] [ ГС 83 ] [ НЛ 76 ]   |
| 937   | Буха́нов Алексей Дмитриевич                                                             | 27.06.1945            | авиация      | командир звена 36-го гвардейского бомбардировочного авиационного полка 202-й бомбардировочной авиационной дивизии 4-го бомбардировочного авиационного корпуса 2-й воздушной армии 1-го Украинского фронта                                 | гвардии лейтенант                              | 08.03.1923 — 02.11.1995                | [ БС 25 ] [ ГС 84 ] [ НЛ 77 ]   |
| 938   | Бу́хнин Филипп Петрович                                                                 | 18.08.1945            | авиация      | старший лётчик 783-го штурмового авиационного полка 199-й штурмовой авиационной дивизии 4-го штурмового авиационного корпуса 4-й воздушной армии 2-го Белорусского фронта                                                                 | лейтенант                                      | 25.11.1922 — 24.04.1995                | [ БС 25 ] [ ГС 85 ] [ НЛ 78 ]   |
| 939   | Бухонка Пётр Николаевич (Бухонко́ Пётр Николаевич) бел. Бухонка Пётр Мікалаевіч         | 19.03.1944            | инженер      | сапёр 350-го отдельного инженерного батальона 6-й армии Юго-Западного фронта | красноармеец                                   | 12.07.1906 — 05.02.1944                | [ БС 26 ] [ ГС 86 ] [ НЛ 79 ]   |
| 940   | Бухтия́ров Василий Прохорович                                                           | 24.03.1945            | артиллерия   | командир батареи 1238-го самоходного артиллерийского полка 21-й армии Ленинградского фронта | лейтенант                                      | 29.12.1911 — 15.11.1984                | [ БС 27 ] [ ГС 87 ] [ НЛ 80 ]   |
| 941   | Бухту́ев Михаил Артемьевич                                                              | 22.08.1944            | танкист      | механик-водитель танка 15-й гвардейской танковой бригады 1-го гвардейского танкового корпуса 65-й армии 1-го Белорусского фронта | гвардии сержант                                | 23.11.1925 — 25.06.1944                | [ БС 27 ] [ ГС 88 ] [ НЛ 81 ]   |
| 942   | Бухту́лов Пётр Харитонович                                                              | 15.05.1946            | артиллерия   | наводчик орудия 1431-го лёгкого артиллерийского полка 49-й лёгкой артиллерийской бригады 16-й артиллерийской дивизии прорыва РГК 53-й армии 2-го Украинского фронта                                                                       | сержант                                        | 12.07.1924 — 02.03.1998                | [ БС 27 ] [ ГС 89 ] [ НЛ 82 ]   |
| 943   | Буц Андрей Фёдорович укр. Буц Андрій Федорович                                         | 13.09.1944            | пехота       | стрелок 929-го стрелкового полка 254-й стрелковой дивизии 52-й армии 2-го Украинского фронта | красноармеец                                   | 1923 — 18.10.1948                      | [ БС 27 ] [ ГС 90 ] [ НЛ 83 ]   |
| 944   | Бу́цкий Иосиф Иванович укр. Буцький Йосип Іванович                                      | 24.03.1945            | пехота       | командир батальона 515-го стрелкового полка 134-й стрелковой дивизии 69-й армии 1-го Белорусского фронта | майор                                          | 18.10.1919 — 04.01.1980                | [ БС 27 ] [ ГС 91 ] [ НЛ 84 ]   |
| 945   | Бу́цыков Иван Иванович                                                                  | 16.10.1943            | артиллерия   | командир 34-го гвардейского артиллерийского полка 6-й гвардейской стрелковой дивизии 13-й армии Центрального фронта | гвардии подполковник                           | 27.05.1907 — 29.11.1988                | [ БС 27 ] [ ГС 92 ] [ НЛ 85 ]   |
| 946   | Буча́вый Валентин Романович                                                             | 15.05.1946            | авиация      | заместитель командира эскадрильи 34-го бомбардировочного авиационного полка 301-й бомбардировочной авиационной дивизии 3-го бомбардировочного авиационного корпуса 16-й воздушной армии 1-го Белорусского фронта                          | старший лейтенант                              | 20.07.1919 — 14.02.1958                | [ БС 27 ] [ ГС 93 ] [ НЛ 86 ]   |
| 947   | Бу́чин Борис Владимирович                                                               | 19.04.1945            | авиация      | командир звена 136-го гвардейского штурмового авиаполка 1-й гвардейской штурмовой авиационной дивизии 1-й воздушной армии 3-го Белорусского фронта                                                                                        | гвардии старший лейтенант                      | 28.03.1923 — 14.01.2016                | [ БС 28 ] [ ГС 94 ] [ НЛ 87 ]   |
| 948   | Буши́лов Михаил Иванович                                                                | 10.01.1944            | танкист      | механик-водитель танка Т-34 67-гвардейского танкового полка 19-й гвардейской механизированной бригады 8-го гвардейского механизированного корпуса 1-й гвардейской танковой армии 1-го Украинского фронта                                  | гвардии старшина                               | 17.11.1924 — 16.05.1974                | [ БС 29 ] [ ГС 95 ] [ НЛ 88 ]   |
| 949   | Бушма́кин Алексей Петрович                                                              | 10.04.1945            | пехота       | командир мотострелкового батальона 16-й гвардейской механизированной бригады 6-го гвардейского механизированного корпуса 4-й танковой армии 1-го Украинского фронта                                                                       | гвардии майор                                  | 23.02.1913 — 01.05.1964                | [ БС 29 ] [ ГС 96 ] [ НЛ 89 ]   |
| 950   | Буштру́к Даниил Иванович                                                                | 23.10.1943            | пехота       | командир 200-го гвардейского стрелкового полка 68-й гвардейской стрелковой дивизии 40-й армии Воронежского фронта | гвардии подполковник                           | 06.04.1909 — 19.09.1958                | [ БС 29 ] [ ГС 97 ] [ НЛ 90 ]   |
| 951   | Бую́клы Антон Ефимович                                                                  | 06.05.1965            | пехота       | командир пулемётного расчёта 165-го стрелкового полка 79-й стрелковой дивизии 16-й армии 2-го Дальневосточного фронта | старший сержант                                | 1915 — 14.08.1945                      | —                               |
| 952   | Буянко́в Иван Иванович                                                                  | 29.10.1943            | пехота       | командир батальона 86-го стрелкового полка 180-й стрелковой дивизии 38-й армии Воронежского фронта | капитан                                        | 25.10.1915 — 05.02.1995                | [ БС 29 ] [ ГС 99 ] [ НЛ 91 ]   |
| 953   | Буя́нов Виктор Николаевич                                                               | 02.09.1943            | комиссар     | заместитель по политической части командира 146-го истребительного авиационного полка 7-я гвардейской истребительной авиационной дивизии 2-го истребительного авиационного корпуса 15-й воздушной армии Брянского фронта                  | майор                                          | 18.11.1912 — 14.07.1976                | [ БС 29 ] [ ГС 100 ] [ НЛ 92 ]  |
| 954   | Буя́нов Михаил Кондратьевич                                                             | 24.03.1945            | пехота       | командир отделения 609-го стрелкового полка 139-й стрелковой дивизии 50-й армии 2-го Белорусского фронта | сержант                                        | 28.11.1924 — июль 1944                 | [ БС 30 ] [ ГС 101 ] [ НЛ 93 ]  |
| 955   | Быка́сов Николай Владимирович                                                           | 10.04.1945            | авиация      | заместитель командира эскадрильи 156-го гвардейского истребительного авиационного полка 12-й гвардейской истребительной авиационной дивизии 1-го гвардейского штурмового авиационного корпуса 2-й воздушной армии 1-го Украинского фронта | гвардии старший лейтенант                      | 16.05.1921 — 01.02.1976                | [ БС 31 ] [ ГС 102 ] [ НЛ 94 ]  |
| 956   | Бы́ков Алексей Васильевич                                                               | 30.10.1943            | пехота       | сапёр 568-го стрелкового полка 149-й стрелковой дивизии 65-й армии Центрального фронта | красноармеец                                   | 14.10.1915 — 17.07.1989                | [ БС 31 ] [ ГС 103 ] [ НЛ 95 ]  |
| 957   | Бы́ков Борис Иванович                                                                   | 23.09.1944            | артиллерия   | командир отделения миномётной роты 1176-го стрелкового полка 350-й стрелковой дивизии 13-й армии 1-го Украинского фронта | сержант                                        | 25.02.1925 — 01.02.2008                | [ БС 31 ] [ ГС 104 ] [ НЛ 96 ]  |
| 958   | Бы́ков Василий Иванович                                                                 | 05.11.1944            | морской флот | командир торпедного катера ТКА-242 3-го дивизиона торпедных катеров бригады торпедных катеров Северного флота | старший лейтенант                              | 05.02.1920 — 16.11.1999                | [ БС 31 ] [ ГС 105 ] [ НЛ 97 ]  |
| 959   | Бы́ков Владимир Иванович                                                                | 10.04.1945            | артиллерия   | заместитель по строевой части командира 493-го истребительно-противотанкового артиллерийского полка РГК в составе войск 13-й армии 1-го Украинского фронта                                                                                | майор                                          | 1920 — 31.01.1945                      | [ БС 31 ] [ ГС 106 ] [ НЛ 98 ]  |
| 960   | Бы́ков Егор Иванович                                                                    | 10.04.1945            | пехота       | наводчик станкового пулемёта 39-го гвардейского стрелкового полка 13-й гвардейской стрелковой дивизии 5-й гвардейской армии 1-го Украинского фронта                                                                                       | гвардии ефрейтор                               | 1918 — 25.01.1945                      | [ БС 32 ] [ ГС 107 ] [ НЛ 99 ]  |
| 961   | Бы́ков Иван Михайлович                                                                  | 02.06.1942            | артиллерия   | командир батареи 32-го гвардейского артиллерийского полка 13-й гвардейской стрелковой дивизии 28-й армии Юго-Западного фронта | гвардии старший лейтенант                      | 02.11.1911 — 07.08.1943                | [ БС 33 ] [ ГС 108 ] [ НЛ 100 ] |
| 962   | Бы́ков Иван Михайлович                                                                  | 27.02.1945            | связисты     | командир взвода связи 446-го стрелкового полка 397-й стрелковой дивизии 61-й армии 1-го Белорусского фронта | старший сержант                                | 05.10.1923 — 23.09.1979                | [ БС 33 ] [ ГС 109 ] [ НЛ 101 ] |
| 963   | Бы́ков Леонид Тимофеевич                                                                | 10.04.1945            | танкист      | командир танка Т-34 28-го танкового полка 16-й гвардейской механизированной бригады 6-го гвардейского механизированного корпуса 2-й танковой армии 1-го Белорусского фронта                                                               | гвардии лейтенант                              | 16.04.1914 — 15.06.1990                | [ БС 33 ] [ ГС 110 ] [ НЛ 102 ] |
| 964   | Бы́ков Михаил Иванович                                                                  | 07.04.1940            | пехота       | помощник начальника разведывательного отделения штаба 17-й мотострелковой дивизии 13-й армии Северо-Западного фронта | лейтенант                                      | 01.11.1903 — 26.02.1940                | [ БС 33 ] [ ГС 111 ] [ НЛ 103 ] |
| 965   | Бы́ков Михаил Никифорович                                                               | 26.09.1944            | пехота       | командир батальона 28-й гвардейской мотострелковой бригады 8-го гвардейского танкового корпуса 2-й танковой армии 1-го Белорусского фронта                                                                                                | гвардии майор                                  | 10.09.1914 — 13.09.1944                | [ БС 33 ] [ ГС 112 ] [ НЛ 104 ] |
| 966   | Бы́ков Михаил Семёнович бел. Быкаў Міхаіл Сямёнавіч                                     | 15.05.1946            | авиация      | командир эскадрильи 571-го штурмового авиационного полка 224-й штурмовой авиационной дивизии 8-го штурмового авиационного корпуса 8-й воздушной армии 4-го Украинского фронта                                                             | капитан                                        | 16.10.1922 — 30.04.1991                | [ БС 33 ] [ ГС 113 ] [ НЛ 105 ] |
| 967   | Бы́ков Николай Иванович                                                                 | 24.03.1945            | пехота       | командир 215-го гвардейского стрелкового полка 77-й гвардейской стрелковой дивизии 69-й армии 1-го Белорусского фронта | гвардии полковник                              | 20.05.1907 — 03.07.1982                | [ БС 34 ] [ ГС 114 ] [ НЛ 106 ] |
| 968   | Бы́ков Николай Петрович                                                                 | 01.07.1944            | авиация      | заместитель командира эскадрильи 237-го штурмового авиационного полка 305-й штурмовой авиационной дивизии 9-го смешанного авиационного корпуса 17-й воздушной армии 3-го Украинского фронта                                               | старший лейтенант                              | 1920 — 03.01.1945                      | [ БС 35 ] [ ГС 115 ] [ НЛ 107 ] |
| 969   | Бы́ков Юрий Михайлович                                                                  | 16.05.1944            | пехота       | командир пулемётного расчёта 691-го стрелкового полка 383-й стрелковой дивизии Отдельной Приморской армии | сержант                                        | 1923 — 11.05.1945                      | [ БС 35 ] [ ГС 116 ] [ НЛ 108 ] |
| 970   | Быкове́ц Леонид Александрович                                                           | 18.08.1945            | авиация      | заместитель командира эскадрильи 28-го гвардейского истребительного авиационного полка 5-й гвардейской истребительной авиационной дивизии 11-го истребительного авиационного корпуса 3-й воздушной армии 3-го Белорусского фронта         | гвардии старший лейтенант                      | 14.12.1921 — 07.07.1997                | [ БС 35 ] [ ГС 117 ] [ НЛ 109 ] |
| 971   | Быко́вский Валерий Фёдорович                                                            | 22.06.1963 28.09.1976 | космонавт    | пилот космического корабля «Восток-5» командир космического корабля «Союз-22» | подполковник полковник                         | 02.08.1934 — 27.03.2019                | —                               |
| 972   | Быко́вский Виктор Иванович                                                              | 26.10.1943            | медики       | командир санитарного взвода 224-го гвардейского стрелкового полка 72-й гвардейской стрелковой дивизии 7-й гвардейской армии Степного фронта                                                                                               | гвардии лейтенант                              | 15.05.1919 — 31.07.1973                | [ БС 35 ] [ ГС 119 ] [ НЛ 110 ] |
| 973   | Быко́вский Евгений Власович                                                             | 14.05.1965            | авиация      | старший лётчик 5-го гвардейского истребительного авиационного полка 207-й истребительной авиационной дивизии 3-го смешанного авиационного корпуса 17-й воздушной армии Юго-Западного фронта                                               | гвардии младший лейтенант                      | 1921 — 27.04.1943                      | —                               |
| 974   | Быко́вский Михаил Иванович                                                              | 15.01.1944            | пехота       | командир батальона 467-го стрелкового полка 81-й стрелковой дивизии 61-й армии Центрального фронта | капитан                                        | 19.04.1919 — 27.01.1944                | [ БС 36 ] [ ГС 121 ] [ НЛ 111 ] |
| 975   | Быстро́в Василий Александрович                                                          | 06.04.1945            | пехота       | командир отделения разведки 236-го гвардейского стрелкового полка 74-й гвардейской стрелковой дивизии 8-й гвардейской армии 1-го Белорусского фронта                                                                                      | гвардии старшина                               | 06.06.1922 — 15.11.1993                | [ БС 37 ] [ ГС 122 ] [ НЛ 112 ] |
| 976   | Быстро́в Николай Игнатьевич                                                             | 29.06.1945            | авиация      | заместитель командира эскадрильи 996-го штурмового авиационного полка 224-й штурмовой авиационной дивизии 8-го штурмового авиационного корпуса 8-й воздушной армии 4-го Украинского фронта                                                | старший лейтенант                              | 30.07.1922 — 27.12.1994                | [ БС 37 ] [ ГС 123 ] [ НЛ 113 ] |
| 977   | Быстро́в Павел Дмитриевич                                                               | 24.03.1945            | танкист      | временно исполняющий должность командира 252-го танкового полка 2-й механизированной бригады 5-го механизированного корпуса 6-й танковой армии 2-го Украинского фронта                                                                    | майор                                          | 1920 — 25.08.1944                      | [ БС 37 ] [ ГС 124 ] [ НЛ 114 ] |
| 978   | Быстро́в Сергей Михайлович                                                              | 31.12.1936            | танкист      | механик-водитель танка Т-26 испанских республиканских войск | младший комвзвод                               | 31.03.1911 — 09.11.1936                | ——                              |
| 979   | Быстры́х Борис Степанович                                                               | 05.11.1942            | авиация      | командир звена 99-го бомбардировочного авиационного полка 270-й бомбардировочной авиационной дивизии 8-й воздушной армии Сталинградского фронта                                                                                           | старший лейтенант                              | 28.03.1916 — 03.06.1943                | [ БС 37 ] [ ГС 126 ] [ НЛ 115 ] |
| 980   | Бычко́в Николай Васильевич                                                              | 30.10.1943            | пехота       | командир отделения 685-го стрелкового полка 193-й стрелковой дивизии 65-й армии Центрального фронта | сержант                                        | 05.12.1924 — 02.11.1962                | [ БС 37 ] [ ГС 127 ] [ НЛ 116 ] |
| 981   | Бычко́вский Олег Анатольевич укр. Бичковський Олег Анатолійович                         | 22.02.1944            | артиллерия   | командир батареи 130-го отдельного истребительно-противотанкового дивизиона 254-й стрелковой дивизии 52-й армии Степного фронта | лейтенант                                      | 08.11.1923 — 08.10.1943                | [ БС 37 ] [ ГС 128 ] [ НЛ 117 ] |
| 982   | Бычо́к Олег Сергеевич укр. Бичок Олег Сергійович                                        | 05.11.1944            | нквд         | командир отряда особого назначения имени Ф. Э. Дзержинского 4-го управления НКВД СССР | старший лейтенант государственной безопасности | 18.09.1921 — 07.05.1944                | ——                              |
| 983   | Бя́ков Алексей Иванович                                                                 | 21.03.1940            | инженер      | сапёр 725-го стрелкового полка 113-й стрелковой дивизии 7-й армии Северо-Западного фронта | красноармеец                                   | 1912 — декабрь 1941 (пропал без вести) | [ БС 39 ] [ ГС 130 ] [ НЛ 118 ] |

| Навигационная таблица | Навигационная таблица                |
| --------------------- | ------------------------------------ |
| «Б»                   | Бабаджанян Амазасп — Балебин Василий |
| «Б»                   | Баленко Александр — Батяев Василий   |
| «Б»                   | Бахаев Степан — Белоусов Павел       |
| «Б»                   | Белоусов Степан — Бирченко Иван      |
| «Б»                   | Бирюзов Сергей — Бойцов Игорь        |
| «Б»                   | Бойцов Филипп — Бортник Роман        |
| «Б»                   | Бортовский Матвей — Булаев Александр |
| «Б»                   | Булаенко Иван — Бяков Алексей        |